# Ефимов, Сергей Юрьевич
Сергей Юрьевич Ефимов (род. 26 марта 1962 года, Волжский, Волгоградская область) — советский и российский рок-музыкант, барабанщик.
Играл в группах «Круиз» с 1985 года (трио «Круиз»), «Волки», «Hippy Chaos», работал как сессионный музыкант. Его талант раскрылся в трио «Круиз», когда, согласно опросам, Ефимов входил в число лучших барабанщиков СССР. В составе трио «Круиз» гастролировал по странам Европы.

## 1980-е годы
Сергей Ефимов начал играть на барабанах в 1974 году в составе школьной рок-группы. Игре обучался самостоятельно, слушая записи западных рок-групп. Около года проучился в музыкальной школе. Во время службы в армии играл в штабном оркестре. Его музыкальные кумиры тех лет — джазовые музыканты Жан-Люк Понти, Чик Кориа, Джимми Смит, гитарист Джефф Бек, барабанщики Ленни Уайт, Дон Брюер («Grand Funk Railroad») и Ян Пейс («Deep Purple»).
В 1983 году Ефимов со своим земляком Сергеем Сарычевым (бывшим клавишником группы «Круиз») приехал в Москву с целью влиться в группу «Феникс», которую организовывали экс-музыканты «Аракса», но из этой затеи ничего не вышло. Во время поездки состоялось знакомство Ефимова с музыкантами «Круиза» — в частности, с Валерием Гаиной.
В 1983—1985 годах Ефимов играл в ресторанах и на танцах, а также стал участником группы Сергея Сарычева «Альфа». В начале 1985 года они вдвоем записали альбом, известный под названием «Альфа 3». После этого Сарычев и Ефимов снова отправились в Москву, где пробовали вдвоём вести концертную деятельность, но успеха не добились.
Две песни из альбома «Альфа 3» («Я сделан из такого вещества» и «Цунами») вошли в двойную пластинку «Рок-панорама-86», хотя на этом Фестивале «Альфа» играла уже в другом составе.
В августе 1985 года директор «Круиза» Матвей Аничкин пригласил Сергея Ефимова влиться в группу. С Ефимовым на барабанах «Круиз» выступил 6 мая 1986 года на фестивале «Рок-панорама-1986», а 30 мая — на благотворительном концерте «Счёт № 904» в СК «Олимпийский» в помощь пострадавшим в Чернобыле, организованном Аллой Пугачёвой и Артемием Троицким.
В июне 1986 года в студии ДК АЗЛК Валерием Гаиной (гитара, бас-гитара, вокал) и Сергеем Ефимовым (барабаны) был создан демоальбом «Рок навсегда!», причём Ефимов свои партии записал всего за два дня. В качестве магнитоальбома эта запись была выпущена в августе 1986 года, а в сентябре 1987 года издана на пластинке фирмой «Мелодия». Но из экономии средств руководство «Мелодии» не позволило музыкантам переписать материал заново на более качественной аппаратуре. Альбом вышел под названием «Круиз-1» и без песни «Рок навсегда». Несмотря на всё это, диск пользовался огромным успехом в СССР: уже к середине 1988 года его тираж превысил миллион экземпляров, а суммарный тираж составил около 12,5 миллиона экземпляров.
В конце декабря 1986 года в группу «Круиз» пришёл бас-гитарист Фёдор Васильев (экс-«Чёрный кофе»). Сергей Ефимов в этот период отсутствовал в «Круизе», уйдя работать в состав Владимира Кузьмина, но вернулся в группу в начале 1987 года.
Зимой-весной 1987 года «Круиз» отыграл большое турне по городам и республикам СССР. Кроме технично сыгранной музыки, группа демонстрировала зрителям яркое сценическое шоу, в котором на равных участвовал и Сергей Ефимов.
Валерий Гаина: В «Круизе» ведь не только мы с Фёдором были впереди. Ефимова любили не меньше, он хоть и сзади находился, но его всегда было видно. Он такое творил! Он общался с залом, шутил, он заводил публику, спускался к нам вниз, чтобы какой-нибудь цирк устроить… (В «Круизе») Ефимов был уникальным артистом, которого я никогда не забуду. Очень талантливый артист — и музыкант, разумеется.
Осенью 1987 года стараниями молодого пробивного администратора Александра Шульгина «Круиз» впервые выехал с концертами за границу, сыграв в Рокфеллеровском центре в Осло (Норвегия). Тогда же в Москве, в студии Кардиологического центра на Рублёвском шоссе на шла запись материала для следующего альбома. На одном из сольных концертов группы в Лужниках на «Круиз» обратил внимание менеджер группы «Scorpions» Олаф Шрёттер, занимавшийся подготовкой турне «Scorpions» в СССР. Он порекомендовал «Круиз» немецкому отделению звукозаписывающей компании «WEA». В Москву отправились агенты «WEA» Манфред Швайкер и Лотар Майд, которые заключили с группой контракт и предложили сделать профессиональную запись в немецкой студии. «Круиз» бросил недописанный альбом, поскольку он не отвечал Международным стандартам качества, и стал готовиться к поездке. Эти записи позднее стали распространяться поклонниками как бутлег «Железный рок».
В апреле 1988 года группа отправилась в 18-дневный тур по Испании, затем отыграла ряд концертов в Германии. Также в мае 1988 года «Круиз» участвовал в съёмках шведско-советского телепроекта «„Утренняя почта“ в гостях у „Лестницы Якоба“», для чего выехал в Швецию. Телепередача вышла в шведский эфир 21 мая. 6 августа «Круиз» выступил на Фестивале «Ruisrock» в Финляндии, в сентябре — в Италии на Фестивале газеты «Унита», а затем в Болгарии. Таким образом «Круиз» стал первой рок-группой из СССР, которая провела несколько полноценных европейских турне.
В июле на мюнхенской студии «Red Line» был записан за 10 дней альбом «Kruiz» на английском языке. Альбом вышел в свет 28 октября 1988 года и получил положительные отклики как меломанов, так и музыкальных критиков. Например, журнал «Kerrang!» поставил альбому 5 звёзд.
В ноябре 1989 года трио «Круиз» начало записывать в Германии демоверсию второго альбома с рабочим названием «Культурный шок. Чужой жизненный стиль/Culture Shock. A.L.S», в который входили новые англоязычные вещи, уже обкатанные в ходе концертов по Европе. Но, несмотря на успехи в концертной деятельности, стали портиться отношения внутри группы, так как музыканты были измотаны постоянными выступлениями и отсутствием взаимопонимания с иностранными продюсерами. В результате внутреннего кризиса в «Круизе» альбом «Culture Shock. A.L.S» так и не был записан начисто и издан.
«Золотой» состав «Круиза» Гаина/Васильев/Ефимов дал последний большой сольный концерт в Москве 4 декабря 1989 года, во дворце спорта «Крылья Советов». После этого Ефимов вернулся на родину, в Волжский, где вместе с участниками местной группы «Пенальти» создал группу «Волки». В состав группы вошли басист Сергей Фирсов, гитарист Андрей Сержантов и вокалист Сергей Егошин. «Волки» исполняли хард-рок с примесью рок-н-ролла, тексты песен были на английском языке.
В марте-апреле 1990 года Ефимов выступал с «Круизом» в туре по городам страны. Также весной 1990 года состоялись очередные этапы Фестиваля «Монстры Рока СССР»: 29—31 марта в Москве и 26—27 мая в Ленинграде. В обоих городах на сцену выходил как «Круиз», так и новая группа Валерия Гаины «Гейн». 8—9 июня 1990 года «Круиз» выступил на Фестивале «Интершанс» в СК «Олимпийский», где также выступили и «Волки». После этого «Круиз» фактически распался: Ефимов и Гаина продолжили заниматься своими проектами, а Васильев вернулся в «Чёрный кофе». В конце 1990 года Гаина уехал жить в США. Однако официального заявления для прессы о распаде не было сделано ни одним из участников трио.
Группа «Волки» записала в черновом варианте 11 песен, а также достаточно удачно выступила 29 июня 1990 года на Фестивале «Звуковой дорожки» в Лужниках, однако не нашла интереса со стороны музыкальных компаний и в 1991 году также распалась.

## 1990-е годы
В 1992 году Сергей Ефимов участвовал в записи альбома группы «Мастер» «Talk of the Devil» как сессионный музыкант.
В 1993 году Сергей Ефимов записал весь музыкальный материал для альбома группы «Маркиза», играя как на барабанах, так и на ритм-гитаре. Совместное творчество Ефимова и солистки «Маркизы» Елены Соколовой так понравились матери Сильвестра Сталлоне Жаклин, что она предложила им заключить годичный контракт на выступления в супершоу «Сталлоне рокетс». По окончании контракта Сергей Ефимов, снова вернувшись в Волжский, создал там ещё один проект — «Удар». В его состав входили: Андрей Сержантов — гитара, Александр Грицынин — бас, Владимир Дейнеко — клавишные, Сергей Ефимов — барабаны, в тесном сотрудничестве с Сергеем Пахомовым, который на тот момент был близким другом Сергея Ефимова.
Группа попыталась найти контакты с небольшими западными компаниями, но успеха не достигла. Ефимов принял решение о роспуске группы и уехал жить в США.
Вернувшись из Америки в 1995 году, Ефимов вместе с бас-гитаристом Александром Грицыниным и гитаристом Дмитрием Четверговым создал группу «Hippy Chaos», в которой помимо игры на ударных, взял на себя ещё и функции вокалиста. Группа исполняла хард-рок и прогрессив.

## 2000-е годы
Состав «Hippy Chaos» неоднократно менялся, а музыка, исполняемая коллективом, сдвинулась в сторону фанка и джаз-рока. В настоящее время «Hippy Chaos» это: бас — Алексей Лебедев, саксофон — Владимир Остриков, гитара — Геннадий Кондрашов, барабаны, вокал — Сергей Ефимов. В этом составе в 2005 году группа записала демо «Not For Sale», где также принял участие приглашенный музыкант Юрий Луценко.
В 2002 году по запросу немецкой фирмы «Repertoire Records», которая специализируется на переизданиях альбомов различных исполнителей, была подготовлена пластинка с материалом «Круиза» 1987 года. Однако экс-участники трио решили не просто сделать переиздание, а выпустить диск «Круиза» в абсолютно новом саунде. Запись барабанов и баса производилась Сергеем Ефимовым и Фёдором Васильевым в Москве, а затем Валерий Гаина в своей студии в Лос-Анджелесе наложил гитары, вокал, чуть изменил аранжировки и добавил новых соло. Макси-сингл «Круиз/Kruiz (Promo CD)» вышел в 2002 году ограниченным тиражом и включал в себя 4 композиции с пластинки «Круиз-1» («Дальний свет», «Мираж», «Пилигрим» и «Время»).

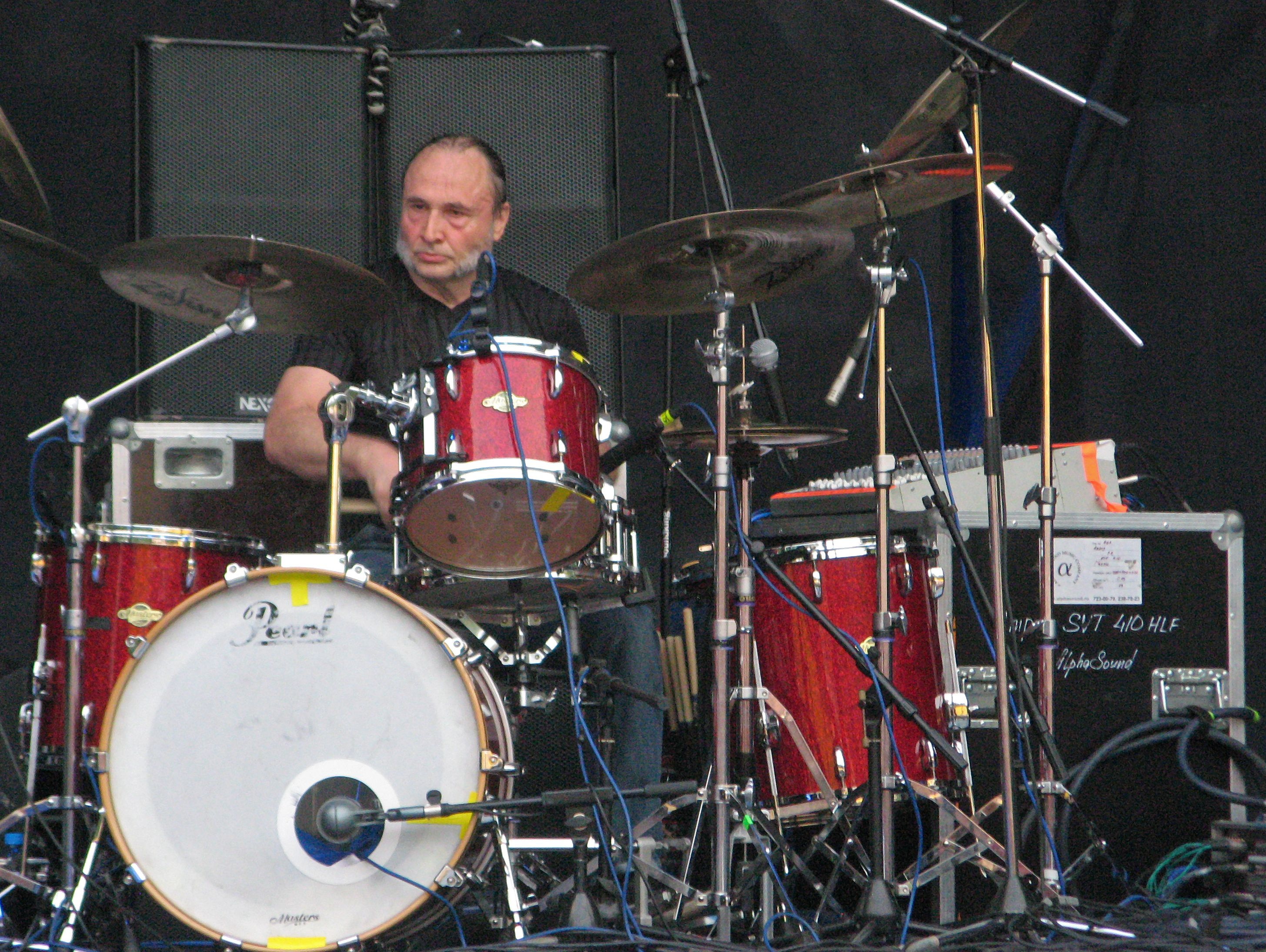
Сергей Ефимов. Выступление трио «Круиз» на фестивале «Ария Фест лето» в Зелёном театре, Москва, 30.07.2016

В 2005—2010 годах был предпринят ряд попыток воссоздать трио «Круиз», но в конце февраля 2012 года Валерий Гаина объявил о невозможности воссоединения группы в данном составе.
Тем не менее после переговоров, начавшихся в 2014 году, которые с Гаиной, Васильевым и Ефимовым вели музыканты группы «Ария» и концертное агентство «Motley Concerts», реюнион «золотого состава» все же состоялся. Это произошло в рамках фестиваля «Ария Фест лето» в Зелёном театре 30 июля 2016 года. При этом Сергей Ефимов выступил на фестивале как участник и трио «Kruiz», и своей группы «Hippy Chaos».
23 ноября 2016 года реюнион продолжился сольным выступлением трио в московском концертном зале «Crocus City Hall». Название трио на данном этапе пишется латиницей, чтобы избежать ассоциаций с различными составами, которые выступали под названием «Круиз» после 1991 года.

## Дискография
- 1985 Альфа — «Альфа 3», магнитоальбом (издан в 1996 году «Moroz Records» CD MR 96155)
- 1987 Круиз — «Круиз-1», «Мелодия», винил С60 26141 004 (переиздан «CD-Maximum» в 2007 году с 4 бонусами с промо-диска 2002 года, CD CDM 0607-2706)
- 1987 Круиз — «Железный рок» (демозапись) (издан в 2013 году ограниченным тиражом на CD «Раритет-CD» VD 1, и на виниле «МируМир» MIR300110)
- 1988 Круиз — «Kruiz», «WEA» (Германия), винил 243 869-1, CD 243 869-2 (переиздан «CD-Maximum» в 2008 году, CD CDM 0607-2707)
- 1989 Круиз — «Culture Shock A.L.S.» (демозапись) (издан «CD-Maximum» в 2008 году, CD CDM 0908-2916)
- 1992 Master — «Talk of the Devil», «Moroz Records» CD ME 2005-6 (переиздан «CD-Maximum» в 2007 году, CDM 0207-2682)
- 1991 Волки — демозапись (не издавалась)
- 1992 Удар — демозапись (не издавалась)
- 1993 Маркиза — «Никогда не говори прощай», «Apex Records», AXCD 3-0001
- 2002 Круиз — «Круиз/Kruiz (Promo CD)», «Пурпурный Легион/Металлоторгцентр»
- 2005 Hippy Chaos — «Not for Sale»
- 2006 Николай Носков — «По пояс в небе», «Мистерия звука» CD MZ 320-2
- 2008 Hippy Chaos — «Прогулки с импрессионистами»
- 2009 Hippy Chaos

## Интервью
- Интервью Сергея Ефимова газете «Молодой ленинец». (Волгоград), 1990
- Сергей Ефимов: «Я барабанщик по жизни». Журнал «РокАда» № 4/1992
- Hippy Chaos. Легенда — это уже пыль. Интервью журналу «Jazz Квадрат»
- Дух Хиппи на джазовом концерте
- Культовый барабанщик Сергей Ефимов. Журнал «Back Beat», 2009